# 捷列姆涅
50°13′37″N 26°13′38″E / 50.22694°N 26.22722°E
捷列姆涅（烏克蘭語：Теремне），是烏克蘭西北部的村莊，隸屬里夫內州的里夫內區。該村始建於1982年，面積1.13平方公里，海拔高度219米，2001年人口370。